# Schauspielhaus am Zwinger

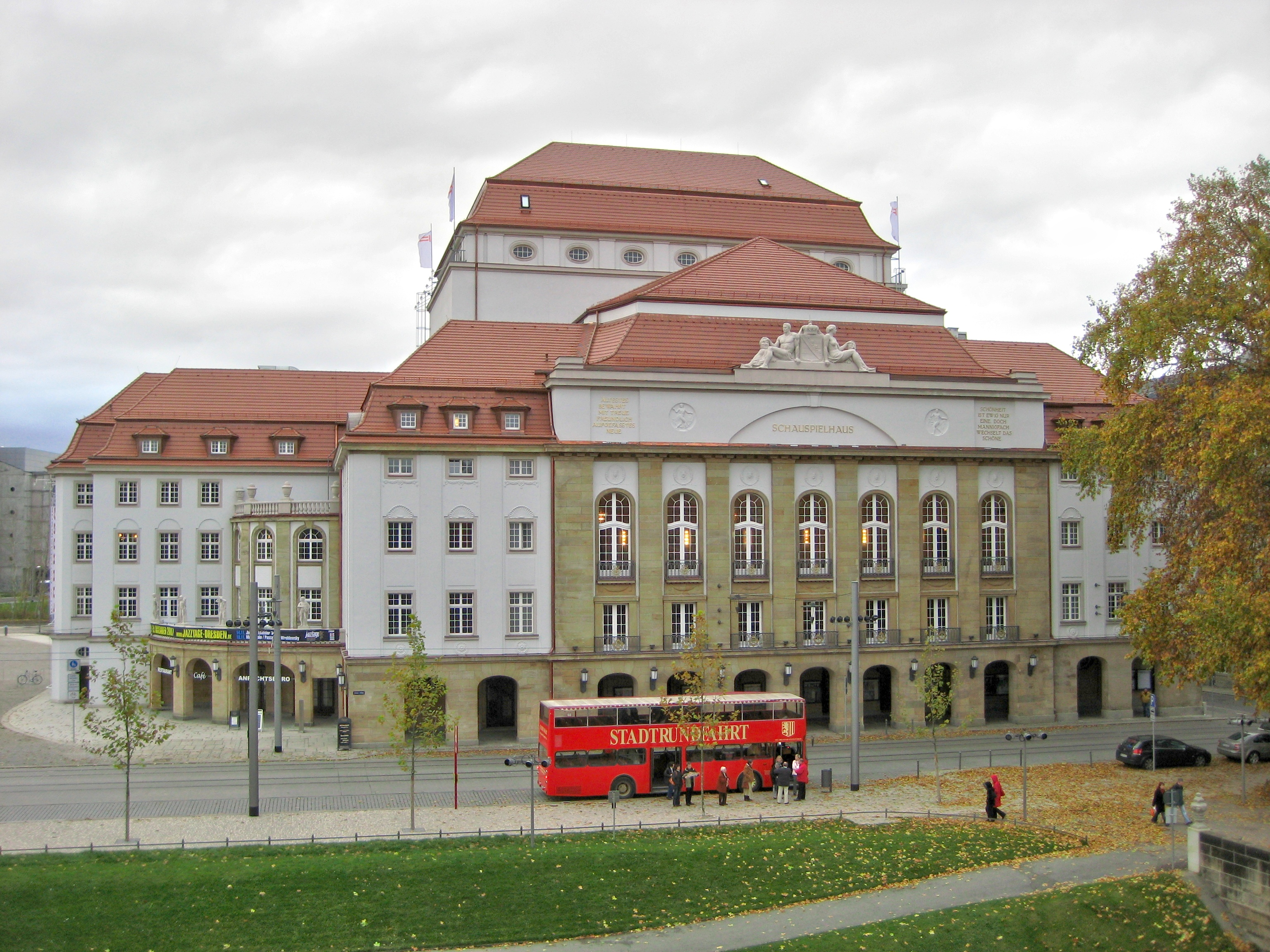
Het Schauspielhaus Dresden in 2007

De Schauspielhaus am Zwinger of Große Haus is een theater in de Duitse stad Dresden en is recht tegenover de hoofdingang van de Zwinger gelegen. 

## Geschiedenis
Het Schauspielhaus aan de Theaterstraße werd gebouwd in een nieuwe barokke en Jugendstilstijl tussen 1911 en 1913 door William Lossow en Max Hans Kühne. Het Schauspielhaus is gelegen in de buurt van de Zwinger en heeft hierdoor zijn architectonische stijl op aangepast. Het gebouw kreeg aan de buitenkant onder meer een arcade en barokke versierelementen voorzien. 
Tijdens het bombardement op Dresden raakte het Schauspielhaus licht beschadigd en kon in 1948 alweer worden geopend. Het was het eerste Duitse theater die weer voorstellingen gaf. Tot 1985 diende het Schauspielhaus voor het Staatstheater Dresden als voorstellingsruimte voor opera's, ballet, toneelstukken en voorstellingen van de Staatskapel. In het Schauspielhaus vonden de voorstellingen plaats tijdens de wederopbouw van de Semperoper. In 1983 vond er een bestuurlijk-technische scheiding plaats, aan de ene zijde de opera/ballet/Staatskapel en aan de andere kant de toneelstukken. Zo ontstond de Staatsschauspiel en de Staatsoper Dresden. In 1985 verliet de Staatsopera het Schauspielhaus en trok in hun nieuwe onderkomen, de Semperopera. Tussen 1990 en 1995 vonden er verbouwingen plaats. In 2007 vond er buitenmuren een sanering plaats en kreeg het gebouw zijn witte kleur terug.
In het gebouw bevindt zich ook het theater oben ('theater boven'). Vandaag de dag vinden in het gebouw matinee-voorstellingen, lezingen en muzikale concerten.